# Rainau
Rainau è un comune tedesco di 3 472 abitanti situato nel land del Baden-Württemberg.
Il suo territorio è bagnato dal fiume Jagst.